# 行政许可

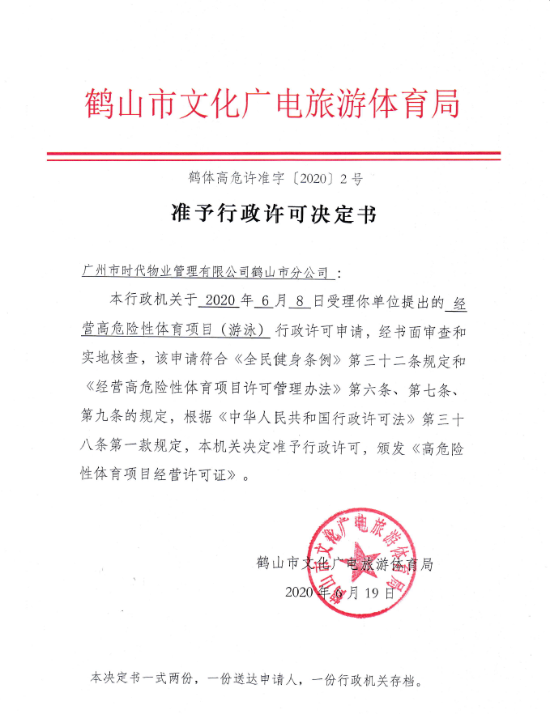
《准予行政许可决定书》 鹤体高危许准字〔2020〕第2号

行政许可是指在法律规范一般禁止的情况下，行政主体根据行政相对人的申请，经依法审查，通过颁布许可证或者执照的形式，依法作出准予或者不准予特定行政相对人从事特定活动的行政行为。《中华人民共和国行政许可法》第2条对行政许可作了如下定义：本法所称行政许可，是指行政机关根据公民、法人或者其他组织的申请，经依法审查，准予其从事特定活动的行为。

## 行政许可的特征
- 事先性
- 赋权性与解禁性
- 依申请性
- 法定性

## 行政许可的设定事项

### 中国

#### 正面列举
《中华人民共和国行政许可法》第12条规定：“下列事项可以设定行政许可：
1. 直接涉及国家安全、公共安全、经济宏观调控、生态环境保护以及直接关系人身健康、生命财产安全等特定活动，需要按照法定条件予以批准的事项；
2. 有限自然资源开发利用、公共资源配置以及直接关系公共利益的特定行业的市场准入等，需要赋予特定权利的事项；
3. 提供公众服务并且直接关系公共利益的职业、行业，需要确定具备特殊信誉、特殊条件或者特殊技能等资格、资质的事项；
4. 直接关系公共安全、人身健康、生命财产安全的重要设备、设施、产品、物品，需要按照技术标准、技术规范，通过检验、检测、检疫等方式进行审定的事项；
5. 企业或者其他组织的设立等，需要确定主体资格的事项；
6. 法律、行政法规规定可以设定行政许可的其他事项。”[2]

#### 反面排除
《中华人民共和国行政许可法》第13条规定：”本法第12条所列事项，通过下列方式能够予以规范的，可以不设行政许可：
    （一）公民、法人或者其他组织能够自主决定的；
    （二）市场竞争机制能够有效调节的；
    （三）行业组织或者中介机构能够自律管理的；
    （四）行政机关采用事后监督等其他行政管理方式能够解决的。”